# Fransk Indokina
Fransk Indokina var en fransk koloni i Sydøstasien som bestod indtil 1954 og omfattede de nuværende stater Vietnam, Laos og Cambodja.
Ordet Indokina bruges også generelt om området, der udover de ovennævnte lande ydermere dækker Thailand og Burma.

## Areal og befolkning
Fransk Indokina omfattede kolonierne Cochinkina og Tonkin i Bagindien samt Kwang-tshóu-wan i Sydkina og Vasalstaterne Cambodja, Laos og Annam i Bagindien.
De enkelte landsdeles areal og indbyggertal var følgende:
| Område          | Areal (km2) | Indbyggere 1911 | Indbyggere 1926 |
| --------------- | ----------- | --------------- | --------------- |
| Cochinchina     | 56.960      | 3.050.785       | 4.119.832       |
| Cambodja        | 175.450     | 1.487.948       | 2.535.178       |
| Annam           | 159.890     | 5.542.822       | 5.580.974       |
| Laos            | 290.000     | 631.839         | 855.146         |
| Tonkin          | 119.750     | 6.117.954       | 7.401.912       |
| Kwang-tshóu-wan | 1.000       | 158.851         | 205.000         |
| I alt           | 803.050     | 16.990.199      | 20.698.000      |

Europæernes antal var 1911: 20.784.

## Historie
I 1787 søgte en fordrevet annamitisk prins Gia-Long Frankrigs hjælp for at genvinde sin trone og forpligtede sig til at der efter afstå halvøen og havnebyen Turan (Tourane) samt øen Pulo Condor ud for Mekongs delta foruden, at franskmændene fik handelsfrihed og ret til at sende missionærer til landet. I slutningen af 1850'erne fandt Napoleon 3. anledning til at hjælpe de spanske og franske missionærer i landet, og en fransk-spansk flåde erobrede 1858 Turan og 1859 Saigon. I 1862 blev der indgået en aftale i Saigon, hvori Annam afstod til Frankrig den vest for Mekong beliggende del af Kochinkina eller nedre Kambodja samt betale 20 mio. francs i krigsomkostninger. Det følgende år fik Frankrig ad diplomatisk vej protektoratet over Kambodja. 1867 afstod Annam tillige den del af Kochinkina, som ligger øst for Mekong. Tanken på at bringe også den nordlige del af Annam, det af Song-koi gennemstrømmende Tonkin, under fransk vælde vaktes af franske rejsende og blev virkeliggjort 1884 efter blodige kampe i Tonkin med annamiter og kinesiske røverbander tilhørende "det sorte flag". Kina, som allerede 1874 havde protesteret mod franskmændenes handlemåde i Annam, havde først hemmeligt, derpå åbenlyst hjulpet dette land og blev derved involveret 1884 i en krig med Frankrig, som sluttede 1885. 1887 forenedes Cochinchina, Annam, Tonkin og Kambodja til en toldunion, og senere knyttedes forbindelsen mellem kolonierne indbyrdes på flere måder fastere. 1893 indlemmedes Laos (udskilt fra Thailand ved aftalen med Siarn) i Fransk Indokina, og 1898 Kwang-tshóu-wan. Samme år oprettedes et fælles finansvæsen for fællesanliggender, mens de enkelte kolonier for deres særudgifter beholdt deres særlige budgetter.

### Administrationen fra 1887 til 1. verdenskrig
Forvaltningen lededes i henhold til dekret af 17. oktober 1887 (ændret 3. juli 1897 og 18. oktober 1902) af en generalguvernør, som havde sin officielle residens i Saigon og under hvilken sorterede en viceguvernør (lieutenant gouverneur) i Kochinkina samt overresidenter (résidents supérieurs) i Annam, Tonkin, Kambodja og Laos. Generalguvernøren havde en ganske vidt strakt myndighed, indstillede de højere embedsmænd til deres stillinger (idet de dog udnævntes af kolonialministeren), og udnævnte selv lavere embedsmænd, havde rådighedsret over de stridskræfter, som var forlagte til kolonien, men hvis ledelse dog tilkom de militære chefer (under en divisionsgeneral), udarbejdede budgettet for kolonien, hvilken dog godkendtes af republikkens præsident, og forvaltede udgifterne. Han blev bistået af et "conseil supérieur" (guvernementsråd, bestående af kommandanten for de franske tropper, generalsekretæren, de enkelte koloniers guvernører og vasalstaternes residenter, de højeste embedsmænd, handels- og agrikulturkamrenes formænd samt 5 indfødte notabler, i alt 26 højere embedsmænd), som drøftede budgettet og gav råd.
Der fandtes 16 domstole i første instans med indfødte dommere og kriminaldomstole analoge med de franske cours d’assises, hvorfra der kunne appelleres til overretterne i Saigon (2 afdelinger) og Hanoi (1 afdeling). Disse havde europæiske dommere, som i sager, der angik indfødte, assisteredes af indfødte dommere. 1905 afskaffedes tortur.
Koloniens fællesindtægter stammede fra told, monopoler, indirekte skatter, post, telegraf og jernbaner. Indkomsterne gik til dækning af udgifterne ved militær, retsvæsen og offentlige arbejder. Budgettet 1912 balancerede med 38.317.000 Piastre, Frankrigs udgift til militære formål i kolonien var 1913 18 mio. franc. Statsgælden beløb sig 1910 til 345,9 mio. franc.
Militærstyrken bestod 1913 af 10.873 europæiske og 13.816 indfødte tropper. Flåden bestod samme år af 1 slagskib, 3 krydsere, 3 panserkrydsere, 4 torpedobådsødelæggere, 1 kanonbåd, 12 torpedobåde, 4 undervandsbåde, alle af tidens mest moderne konstruktion, og desuden nogle få ældre kanonbåde. Besætningen bestod af 4.500 mand.
Minerne i Fransk Indokina producerede 1911 434.046 t kul og lignit, 28.241 t zinkmalm. Bjergværksproduktionens samlede værdi beløb sig til 5,0 mio. franc. Indførslens Værdi var 1911 244,1 mio. franc, udførslens 250,1 mio. franc, heraf indførsel fra Frankrig 92,9 mio. franc, udførsel til Frankrig 61,2 mio. franc. Der udførtes ris (1911, 117,5 mio. franc), tin (24,5 mio. franc), fisk (12,6 mio. franc), majs (9,7 mio. franc), huder (8,0 mio. franc), bomuldsgarn (7,8 mio. franc), kul (6,6 mio. franc). I Havnene indgik 1.839 skibe med 1,7 mio. t.
Møntenheden var en piaster (2 franc, 30 cents).
Jernbanernes længde var i 1912 1.909 km, hvoraf dog 467 km i den kinesiske provins Yunan. Af posthuse fandtes 1911 309, antal indenrigske forsendelser 8,1 mio., udenrigske forsendelser 9,3 mio., indtægter 1,2 mio. franc, udgifter 3,5 mio. franc. Der fandtes 376 telegrafstationer, 14.063 km linje med 25.436 km tråd og afsendtes 1,9 mio. telegrammer. Indtægt 0,6 mio. franc, udgift 1,2 mio. franc. Telefonstationernes antal var 733 med 333 km linje og 2.223 km tråd. Der førtes 52.597 samtaler. Indtægt 78.000 franc, udgift 107.000 franc.

### Efter 1945
Under 2. verdenskrig gav Vichy-regeringen i Frankrig i september 1940 adgang for Japan til at angribe Kina fra Vietnam. Indokina forblev dog formelt under fransk styre indtil 9. marts 1945, hvor Japan gennemførte en egentlig besættelse. Den japanske besættelse varede indtil Japans overgivelse i august 1945.
Efter verdenskrigen forsøgte Frankrig at genvinde magten, men kom i konflikt med Viet Minh, en organisation af vietnamesiske kommunister under ledelse af Ho Chi Minh, som USA havde støttet under modstandskampen mod Japan. Ho erklærede Vietnam selvstændigt 2. september 1945, men inden udgangen af september genvandt en fælles britisk, fransk og indisk styrke med tvungen hjælp fra japanske krigsfanger kontrollen. Men kampene fortsatte, og i 1950 proklamerede Ho igen et selvstændigt Vietnam, som blev støttet af Kina og Sovjetunionen.
Krigen med Frankrig sluttede i marts 1954, hvor Indokina officielt blev opløst. Vietnam deltes i Nordvietnam under kommunistisk Viet Minh-kontrol og Sydvietnam, som blev støttet af USA, Storbritannien og Frankrig. De to Vietnamer kom i krig mod hinanden fra 1959. Laos og Cambodja blev også selvstændige i 1954, men begge lande blev draget med ind i Vietnamkrigen.